# 卡斯泰拉尔
卡斯泰拉尔（法語：Castellar，法語發音：[kastɛlaʁ]）是法国滨海阿尔卑斯省的一个市镇，位于该省东南部，和意大利接壤，属于尼斯区。

## 地理
卡斯泰拉尔（43°48'13"N, 7°29'48"E）面积12.24 平方千米，位于法国普罗旺斯-阿尔卑斯-蓝色海岸大区滨海阿尔卑斯省，该省份为法国东南部沿海省份，南濒地中海，西南至瓦尔省，西北接上普罗旺斯阿尔卑斯省，北部和东部与意大利接壤。
与卡斯泰拉尔接壤的市镇（或旧市镇、城区）包括：卡斯蒂永、芒通、索斯佩勒、文蒂米利亚、奥利韦塔圣米凯莱。

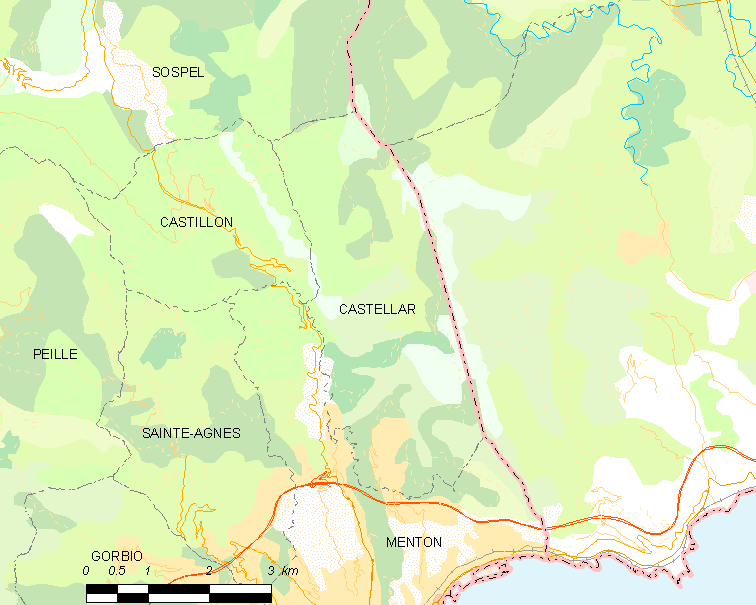
卡斯泰拉尔的OSM定位图

卡斯泰拉尔的时区为UTC+01:00、UTC+02:00（夏令时）。

## 行政
卡斯泰拉尔的邮政编码为06500，INSEE市镇编码为06035。

## 政治
卡斯泰拉尔所属的省级选区为芒通县。

## 人口

1962-2008年间卡斯泰拉尔人口变化图示

卡斯泰拉尔于2022年1月1日时的人口数量为1042人。